# Estación de trenes de Brill
La estación de trenes Brill era el término de una línea ferroviaria pequeña en Buckinghamshire, Inglaterra, conocido como el Tranvía Brill. Construido y propiedad de la tercera duque de Buckingham, que más tarde fue operado por Ferrocarril Metropolitano de Londres, y en 1933 se convirtió brevemente en uno de los dos extremos noroccidental del metro de Londres, a pesar de estar a 45 millas (72 km) y a más de dos horas 'el tiempo de viaje desde la ciudad de Londres'. 
Aproximadamente 3/4 de millas (1,2 km) al norte de Brill, la estación fue inaugurada en marzo de 1872 como resultado de la presión ejercida por los residentes y negocios locales. A medida que la línea estaba barata y construida y sin graduar y las locomotoras eran de mala calidad, los servicios eran muy lentos, tomando inicialmente 1 hora y 45 minutos para recorrer los seis millas (10 km) del Brill a la estación de conexiones con los principales servicios de línea en carretera Quainton. Aunque servir a una zona poco poblada y poco utilizado por los pasajeros, la estación fue un punto importante para el tráfico de mercancías, sobre todo como un portador de la leche de las granjas lecheras de Buckinghamshire a Aylesbury y Londres. Una fábrica de ladrillos también se adjuntó a la estación, pero fue incapaz de competir con rivales más cercanos y cerró a los pocos años de la apertura.
Durante la década de 1890, se hicieron planes para extender el tranvía a Oxford, pero el plan fue abandonado. En cambio, el funcionamiento de la línea fue asumida por el Ferrocarril Metropolitano en 1899, y la línea se convirtió en uno de los ferrocarriles en el noroeste. Se actualizó y se trajeron locomotoras de mejor calidad,  haciendo que el tiempo de viaje sea tres veces más rápido
.
En 1933 el Ferrocarril Metropolitano se tuvo en la propiedad pública y se convirtió en la línea Metropolitana de Transporte de Londres. La gestión del transporte de Londres tuvo como objetivo reducir los servicios de mercancías, y se consideró que había pocas posibilidades de las partes más distantes del ex Ferrocarril Metropolitano de llegar a ser nunca rutas viables de pasajeros. La línea se cerró el 30 de noviembre de 1935, y todos los edificios y la infraestructura en Brill asociados con la línea se vendieron en una subasta. La mayor parte de la infraestructura fue posteriormente demolida, aunque tres cabañas de la estación permanecieron.

## Tranvía
El 23 de septiembre 1868, el pequeño Aylesbury y Buckingham Ferrocarril (A & BR) se abrieron, haciendo que una la estación del ferrocarril de Great Western en Aylesbury a la de Londres y Oxford de ferrocarril occidental del norte de la línea Bletchley en Verney Junction. El 1 de septiembre de 1894, el Ferrocarril Metropolitano de Londres (MR) alcanzó Aylesbury, y poco después conectó a la línea A & BR, con servicios de RM locales corriendo a Verney Junction del 1 de abril de 1894. A través de los trenes de Londres terminal del MR.
Richard Temple-Nugent-Brydges-Chandos-Grenville, 3er Duque de Buckingham y Chandos, había tenido mucho interés en los ferrocarriles, y había servido como presidente de la de Londres y ferrocarril occidental del norte desde 1852 hasta 1861. En la década de 1870 decidió construir un tren ligero para el transporte de mercancías de sus fincas en Buckinghamshire a la línea a & BR en Quainton. La primera etapa de la ruta, conocida como el Tranvía Wotton, era un niño de 4 millas (6,4 km) de línea de Quainton camino a través de Wotton a un revestimiento de carbón en Kingswood, y se abrió el 1 de abril de 1871. Previsto para el uso de tranvías de caballos, la línea fue construida con traviesas longitudinales, para evitar caballos de disparo. 

### Extensión a Brill
El cabildeo de la cercana ciudad de Brill para la introducción de los servicios de pasajeros en la línea de LED a una extensión de Wotton a una nueva terminal en el pie de Brill Hill, al norte de la ciudad en la cima de la misma Brill, marzo 1872. Dos trenes mixtos cada día corrió en cada dirección. Con la extensión de Brill abrió la línea pasó a llamarse Brill Tranvía. El duque compró dos motores de tracción Aveling y Porter modificados para trabajar como locomotoras, cada uno con una velocidad máxima de 8 millas por hora (13 km / h), aunque se impuso un límite de velocidad de 5 millas por hora (8 km / h). 

## Servicios e instalaciones
Brill fue un pequeño pueblo de 1.400 personas cuando la línea se abrió, y debido a la configuración de la estación de la colina de la ciudad fue de 3/4 de milla (1,2 km) de Brill. La Estación de tren Brill era pequeña, con una sola plataforma baja. En su apertura había un edificio de la estación, que sirvió como el depósito de carga, terminal de pasajeros, y la taquilla. Junto a ella estaba un apartadero que llevó a un corral de ganado. Dos casas para el personal de la estación se construyeron cerca de la estación en 1871. Una tercera casa a través de la carretera de la estación fue construida en 1885, posiblemente para servir como una oficina. Después de la transferencia de 1.899 de los servicios al Ferrocarril Metropolitano, el MR presentó un solo carro de pasajeros de Brown Marshall en la línea; en este tiempo, se añadió una pequeña cabaña de madera a la estación para servir como una oficina de ventas y sala de espera y una sección corta de la plataforma se elevó a la altura convencional para permitir el acceso a las puertas más altas en el nuevo carro.

## Cierre
El 1 de julio de 1933, el Ferrocarril Metropolitano, junto con otros ferrocarriles subterráneos de Londres a excepción de la pequeña Waterloo & City Railway, se han tenido en la propiedad pública como parte de la Junta de Transporte (LPTB) recién formado Londres Pasajero. Por lo tanto, a pesar de ser 45 millas (72 km) y más de dos horas de viaje desde la ciudad de Londres, la estación de Brill se convirtió en un terminal de la red de metro de Londres. Frank Pick, director general del Grupo de metro a partir de 1928 y el Jefe Ejecutivo de la LPTB, destinado a mover la red fuera de los servicios de carga, y vio las líneas más allá de Aylesbury a través Quainton Camino a Brill y Verney Junction por tener poco futuro como financieramente viable rutas de pasajeros, que concluyen que más de 2.000 £ (unos 120.000 £ en 2015) se ahorraría cerrando el Brill Tranvía. Como consecuencia, la LPTB decidió retirar todos los servicios de pasajeros más allá de Aylesbury. El Tranvía Brill se cerró el 1 de diciembre de 1935; los últimos servicios corrieron el 30 de noviembre.

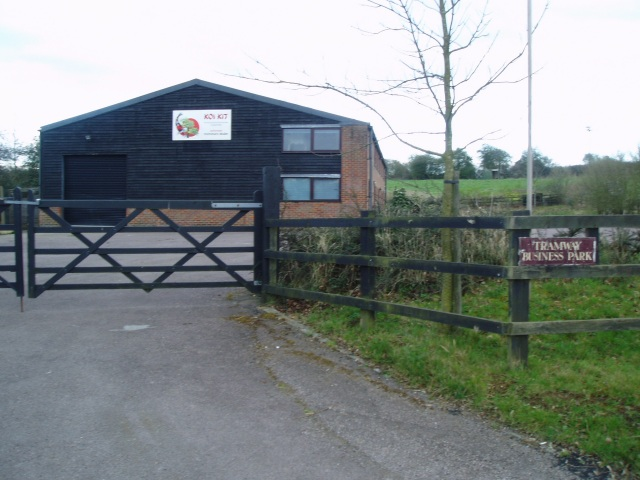
Tranvía Business Park, en el sitio del duque de fábricas de ladrillos de Buckingham, cerca del sitio de la estación de Brill

Tras la retirada de los servicios de transporte de Londres el contrato expiró, y el ferrocarril y las estaciones volvieron a Oxford y Aylesbury Tramroad Compañía. Sin fondos y sin material rodante propio, la O & ATC era incapaz de operar la línea, y el 2 de abril 1936 se vendió toda la infraestructura de la línea en una subasta. Los antiguos bienes arrojar a Brill venden por £ 7 10s (alrededor de 1.060 £ en 2015), y una casa de propiedad de trenes conectado a la estación de Brill descabellada £ 350 (aproximadamente 21.200 £ en 2015). Todos los edificios en Brill asociados a la estación de tren se han demolido, con la excepción de las cabañas de la estación, una de las cuales ahora se llama "Sleepers". El sitio de la estación es ahora en gran medida los campos abiertos, y el sitio de la fábrica de ladrillos es un parque industrial ligero conocido como el "Tranvía Business Park".